# Diplocephalus culminicola
Espèce
Diplocephalus culminicola est une espèce d'araignées aranéomorphes de la famille des Linyphiidae.

## Distribution
Cette espèce est endémique de France. Elle se rencontre dans les Pyrénées dans les Pyrénées-Atlantiques, les Hautes-Pyrénées et en Haute-Garonne.

## Publication originale
- Simon, 1884 : Les arachnides de France. Paris, vol. 5, p. 180-885 (texte intégral).